# Billstedt-Center Hamburg
Das Billstedt-Center (BCH) ist ein Einkaufszentrum im Hamburger Stadtteil Billstedt. Es wurde am 1. September 1977 eröffnet und bietet auf 40.000 m² Verkaufsfläche Platz für 110 Geschäfte. Eigentümer ist die Firma DES Shoppingcenter GmbH & Co. KG.
Der Gebäudekomplex umfasst zusätzlich noch 7500 m² für Büros und Arztpraxen, hinzu kommen 1500 Pkw-Stellplätze in zwei Parkhäusern auf 8 Ebenen. Im Center sind  ca. 1000 Personen beschäftigt.
Der Betreiber ECE Projektmanagement GmbH mit Sitz in Hamburg geht von einem Einzugsgebiet von insgesamt 985.000 Einwohnern aus.

## Geschichte
Die Fertigstellung und die Eröffnung des Einkaufszentrums waren im Jahre 1977. Der Bauherr war die Firma Butler & Burrs Hamburg GbR. Im Januar 1995 wurde die einst offene Ladenstraße – der „Billstedter Platz“ – überdacht und mit dem bestehenden Einkaufszentrum baulich und funktional zusammengeführt.
Der Grund für die Zusammenführung der beiden unterschiedlichen Objekte war, dass durch die Integration dem Stadtteil Billstedt mehr Qualität verliehen werden und eine zeitgemäße Branchenvielfalt und Architektur dem Stadtbild zugutekommen sollte, was aufgrund des vorherigen Branchenmix die Attraktivität und die Erreichbarkeit des Einzugsgebietes und die Ansprache der auswärtigen Besucher einschränkte.
Das Billstedt-Center wurde im Januar 1997 modernisiert und am 4. September 1997 mit einem breiteren Branchenmix wiedereröffnet. In dem Billstedt-Center gibt es zurzeit neben 110 Fachgeschäften auch Warenhäuser sowie Dienstleistungs- und Gastronomiebetriebe. Zusätzlich befinden sich im Billstedt Center auch einige Arztpraxen (darunter Zahnärzte, Allgemeinmediziner, Augenärzte und Praxen für Physiotherapie).
Am 29. Mai 2015 schloss die Warenhauskette Karstadt ihre Filiale im Billstedt Center. Auf der ehemaligen Fläche Karstadts (der größten Einzelfläche im Billstedt Center) eröffneten nacheinander ab Dezember 2016 das Modehaus Primark, darauf die Drogeriekette Müller, das Modehaus Cubus und letztlich die Einzelhandelskette Woolworth jeweils ihre Filialen.
Dem Billstedt Center angehörig, ist das gegenüber liegende Centrums-Gebäude, in welchem sich mehrheitlich Arztpraxen und andere kleinere Geschäfte finden lassen. Die Filialen der Commerzbank und der Hamburger Sparkasse sind ebenfalls in diesem Gebäude ansässig. Bis Januar 2017 fand sich im Billstedt Center auch eine Filiale der Deutschen Bank.

## Erreichbarkeit und Infrastruktur
Das Billstedt-Center verfügt über 1500 PKW-Parkplätze. Mit dem öffentlichen Nahverkehr erreicht man das Einkaufszentrum mit den U-Bahnlinien U2 und U4, Haltestelle: Billstedt. Außerdem ist es erreichbar über die A 1 und A 24 sowie die B 5. Mit dem Bus ist es mit den folgenden Linien erreichbar: 12, 23, 27, 29, 116, 119, 130, 133, 213, 230, 330, 430, 432 sowie den Nachtbuslinien 609 und 619.